# Pauline de Simiane
Pauline Adhémar de Monteil de Grignan, par son mariage marquise de Simiane, née à Paris en 1674, morte à Aix-en-Provence le 3 juillet 1737, est la fille de Françoise de Sévigné, comtesse de Grignan, elle-même la fille de Mme de Sévigné qui était la petite fille de sainte Jeanne de Chantal, fondatrice de l'Ordre de la Visitation. Pauline de Simiane joue un rôle important dans l'édition des lettres de sa grand-mère.

## Biographie
Elle naît lors d'un séjour de sa mère à Paris, le 9 septembre 1674, de François Adhémar de Monteil, comte de Grignan (1632-1714) et de Françoise de Sévigné (1646-1705), fille et principale correspondante de Mme de Sévigné. Elle a pour parrain le cardinal de Retz, et pour marraine la princesse d'Harcourt. Son enfance est « immortalisée par les éloges de sa grand-mère ».
La comtesse de Grignan, lorsqu'elle veut se défaire de Pauline, la confie à la sœur du comte, Marie, abbesse de Saint-Benoît d'Aubenas. En octobre 1688, Pauline a quatorze ans. Mme de Grignan, qui vient d'en être séparée huit ans durant,, envisage d'en faire une religieuse, comme elle a fait de sa sœur aînée Marie-Blanche. Mme de Sévigné intervient, faisant valoir les côtés positifs du devoir maternel : du 26 octobre de cette année-là au 12 juillet 1690, son plaidoyer en faveur de Pauline est récurrent dans ses lettres. Elle réussit à convaincre sa fille de garder l'enfant auprès d'elle.
Celle-ci épouse au château de Grignan, le 29 novembre 1695, Louis III de Simiane, marquis d'Esparron, dit le marquis de Simiane, gentilhomme du duc d'Orléans, lieutenant des gendarmes écossais (1671-1718). Elle est nommée dame de compagnie de la duchesse d'Orléans. Elle reste à la Cour jusqu'en 1704. Commence alors une série de deuils. Pauline perd son frère cette année-là, sa mère l'année suivante, son père en 1714.
En 1715, Louis de Simiane succède à son beau-père en tant que lieutenant-général de Provence. Mme de Simiane s'engage dans dix années de procès contre les créanciers de son père. En 1718, elle perd son mari.
En 1720, elle accompagne jusqu'à Antibes la fille du Régent, Mlle de Valois, qui va s'embarquer pour épouser François Marie d'Este (le futur François III de Modène). Pauline reste alors en Provence, où elle s'établit définitivement.

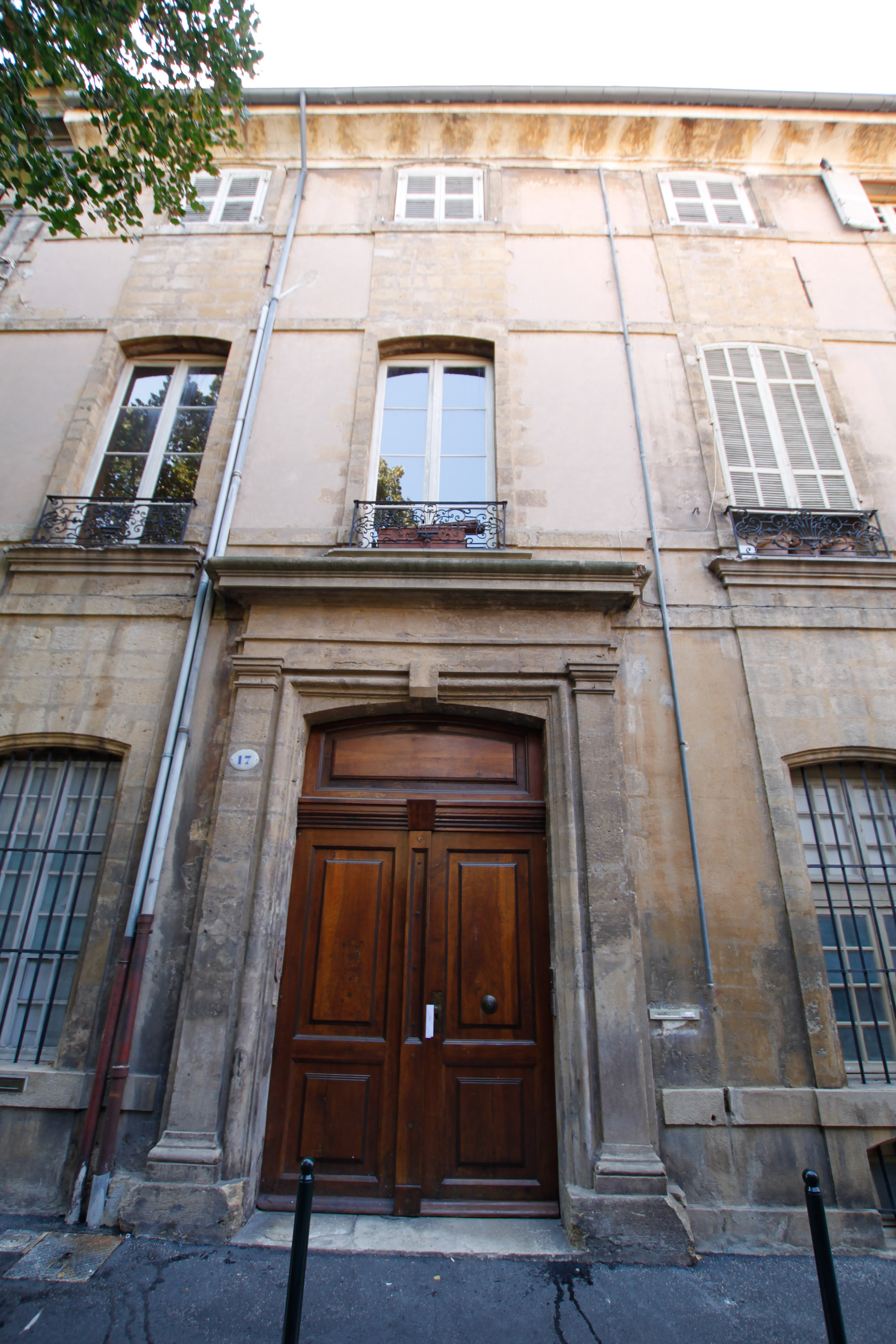
L'hôtel de Simiane d'Aix-en-Provence.

L'enfant gracieuse et de vive intelligence, dont s'émerveillait sa grand-mère, n'a pas connu la brillante existence à laquelle elle semblait promise. Épreuves, tracas et procès ont fait d'elle une femme austère, sérieuse, aspirant à l'effacement et au repos. En 1727, elle acquiert à Saint-Giniez, quartier de Marseille, la bastide Belombre, sa «guinguette» où, de 1731 à 1737, elle va passer les étés. On a gardé ses lettres de cette époque. Elle les signe parfois «la Bastidane de Belombre». 
En 1730, elle acquiert à Aix-en-Provence, rue Saint-Michel (devenue rue Goyrand), un hôtel aujourd'hui connu sous le nom d'hôtel de Simiane, ou de Grignan Simiane. Elle se partage entre cette résidence et Belombre.
Elle meurt le 3 juillet 1737, à Aix-en-Provence.

## Publication des lettres de madame de Sévigné
Pauline joue un rôle important dans l'édition de la correspondance de sa grand-mère, qui n'avait pas envisagé une publication.
En 1725, vingt-neuf ans après la mort de Mme de Sévigné, 28 lettres ou extraits de ses lettres paraissent à la sauvette. L'année suivante, paraissent 135 lettres. L'une d'elles décrit Pauline comme laide et bossue, ce qui est une erreur de transcription : dans l'original, il s'agit de sa sœur. Pauline proteste. La même année, paraît une troisième édition : 177 lettres. Ces trois « éditions furtives » comportent essentiellement des lettres à Mme de Grignan. « Établies sur des copies faites à la hâte », elles sont pleines de fautes, leur texte est « incomplet, arrangé ».
Furieuse, Pauline décide alors de prendre les choses en main. Elle charge un ami aixois, Denis-Marius, chevalier de Perrin, d'établir une édition. Mais Pauline est sensible, délicate et dévote. Elle est « effrayée par l'audace des « réflexions » de sa grand-mère ». Sur ses instructions, Perrin remanie considérablement. Il tronçonne les lettres jugées trop longues, pour en faire plusieurs. Il retranche ce qui paraît d'ordre purement domestique, inintéressant, inopportun, inconvenant ou d'un style trop négligé — soit, en tout, plus d'un tiers du texte. Il publie 614 lettres en 1734-1737. Si calamiteuse qu'elle soit, cette édition est malgré tout moins corrompue que les trois éditions furtives de 1725 et 1726. 
En 1754, longtemps après la mort de Pauline, Perrin propose une deuxième édition comportant encore plus de modifications que la première, et 158 lettres de plus. Comme il a détruit tous les autographes et même ses propres copies de travail (toujours sur instruction de Pauline, selon Roger Duchêne), la moitié des lettres de Mme de Sévigné à sa fille ne sont aujourd'hui connues que par ces éditions tronquées.
Un « miracle » se produit en 1873. Charles Capmas, professeur de droit, découvre par hasard chez une antiquaire de Dijon quelque 319 copies de lettres de Mme de Sévigné à sa fille (soit près de la moitié des lettres à Mme de Grignan que nous connaissons aujourd’hui) : Pauline avait confié les autographes au fils de Roger de Bussy-Rabutin, Amé-Nicolas ; ce dernier en avait pris copie, entre 1714 et 1719, avant de les restituer à Pauline. Ces copies manuscrites vont se révéler assez fidèles. Il faudra pourtant attendre 1953 pour qu'elles soient utilisées dans l'édition des lettres.
Selon Roger Duchêne, c'est Pauline qui a exigé la destruction des lettres de Mme de Grignan.

## Vue par sa grand-mère
- À Mme de Grignan, 4 juin 1676 (Pauline a un an et demi) : « J'aime la gaillardise de Pauline. »
- À Mme de Grignan, 27 octobre 1677 (Pauline a trois ans) : « Il n'y a rien de plus plaisant que la finesse qu'entend cette petite friponne à dire qu'elle sera friponne quelque jour. Ah ! que j'ai de regret de ne point voir cette jolie enfant ! »
- À Mme de Grignan, 6 octobre 1679 (Pauline a cinq ans) : « L'aimable, la jolie petite créature […] Je suis étonnée qu'elle ne soit pas devenue sotte et ricaneuse dans ce couvent. Ah ! que vous avez bien fait, ma fille, de la prendre ! Gardez-la ; ne vous privez pas de ce plaisir […] Je vous conseille de ne vous point défendre de la tendresse qu'elle vous inspire… »
- À Mme de Grignan, 15 juin 1680 (Pauline a cinq ans et demi) : « C'est un prodige que cette petite ; son esprit est sa dot […] Elle est extraordinaire. »
- À Mme de Grignan, 18 décembre 1689 (Pauline a quinze ans) : « Ma bonne, que je crois qu'elle est jolie, qu'elle est assaisonnée ! Que sa physionomie est spirituelle ! Que sa vivacité lui sied bien ! »
- À Bussy-Rabutin, 12 juillet 1691 (Pauline a seize ans et demi) : « Elle est jolie, elle a de l'esprit. »

## Famille
Sa trisaïeule (la grand-mère paternelle de Mme de Sévigné) est sainte Jeanne de Chantal (1572-1641), canonisée en 1767.
De son mariage le 29 novembre 1695 avec Louis de Simiane, Pauline eût trois filles :
- Anne, religieuse, morte en 1728 ;
- Sophie (1701-1769), qui épouse en 1723 Alexandre-Gaspard de Villeneuve, marquis de Vence ;
- Julie (1704–1728), qui épouse Jean-Baptiste II de Castellane, marquis d'Esparron[22].

## Œuvres
Des poèmes  et des lettres de Pauline de Simiane ont été publiés. Dans ses lettres, dit Mme du Parquet, il ne faut pas chercher « l'intérêt et la variété des lettres de son aïeule, mais un esprit, au fond solide et sérieux, l'aisance d'une femme du monde, et elles donnent l'idée d'un commerce agréable ».
- Portefeuille de Mme***, contenant diverses odes, idylles et sonnets, des imitations de Jean Second, l'Histoire du cœur de Loulou, et autres opuscules, tant en prose qu'en vers, Paris, impr. Ballard, 1715. Selon Antoine-Alexandre Barbier, la moitié du volume est composée des opuscules de la marquise de Simiane[24].
- Le Portefeuille de Mme de T*** donné au public par M. de V***, Berlin, 1751. Attribué à la marquise de Simiane par Antoine-Alexandre Barbier. Selon Georges Bengesco, M. de V*** serait Voltaire[25].
- Recueil des lettres de Mme de Sévigné, Paris, Bossange, Masson et Bessonan, an IX (1801). Le tome X contient des lettres de la marquise de Simiane[26].
- Lettres nouvelles ou nouvellement recouvrées de la marquise de Sévigné et de la marquise de Simiane, sa petite-fille, pour servir de suite aux différentes éditions des lettres de la marquise de Sévigné, Paris, Lacombe, 1773.
- Lettres choisies de Mmes de Sévigné, de Grignan, de Simiane et de Maintenon, Paris, Robert, 1813.
- Lettres de madame de Sévigné, de sa famille et de ses amis, Paris, Dalibon, 1823.
- Choix de lettres morales de Mmes de Sévigné, Grignan, Maintenon et Simiane, à l'usage des maisons d'éducation, Paris, Lavigne, 1835.
- Lettres choisies de Mmes de Sévigné, de Grignan, de Simiane et de Maintenon, pour servir de modèle aux jeunes personnes dans le style épistolaire, Paris, Pougin, 1836.
- Opuscule inédit par Pauline de Grignan, petite-fille de madame de Sévigné, publié par un ex-doyen d'académie, Paris, Hachette, 1867.
- Mme la marquise P. de Simiane et M. le marquis de Caumont (lettres inédites), Chartres, Louis-Henri Durand, 1882.
- Livre secret, petit carnet pieux d'une jeune pensionnaire, notes et pensées chrétiennes, quelques lettres de son directeur spirituel, vocation religieuse. Manuscrit anonyme, fin du XVIIe siècle, Aix-en-Provence, impr. Makaire, 1891. Attribué à Pauline de Grignan par l'éditeur Émile Ricard[27].